# 파르하드 아슬라니

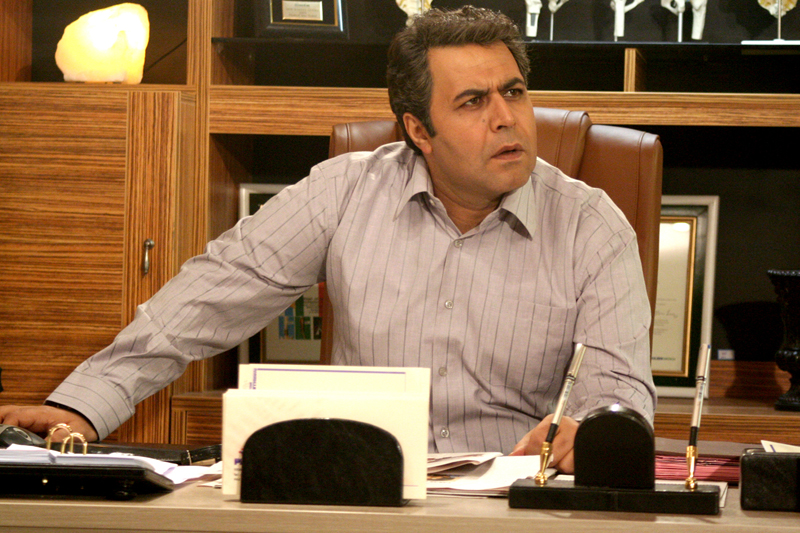

파르하드 아슬라니(Farhad Aslani, 1966년 6월 ~ )는 이란의 배우, 텔레비전 배우이다.

## 영화
- 쉬플 (2018년)
- 딸 (2016년)
- 타임 투 러브 (2014년)
- 더 우든 브릿지 (2012년) - 라비 역
- 베어 (2012년)
- 각설탕 (2011년)